# Sonlez
Sonlez (Luxemburgs: Soller) is een plaats in de gemeente Winseler en het kanton Wiltz in Luxemburg.
Sonlez telt 39 inwoners (2001).

## Geboren
- Ferdinand d'Huart (1858-1919), kunstschilder